# Légion de Bourbon
La légion de Bourbon est un régiment de l'armée des émigrés.

## Historique
Après quelques succès initiaux dans sa conquête des Pays-Bas, Charles François Dumouriez est battu le 18 mars 1793, à la bataille de Neerwinden (1793). Il abandonne la Belgique et négocie. La convention enquête, lui envoie des représentants, il les livre aux Autrichiens et veut marcher sur Paris. Le lendemain, il harangue ses troupes qui restent muettes et son armée l'abandonne en partie. Mais un millier d'hommes l'ont suivi, 458 fantassins des régiments d'Auvergne, du Poitou, du Royal Vaisseaux, de La Couronne, de Vivarais, le Royal suédois, les chasseurs des Cévennes, tirailleurs d'Egron, plus un bataillon de volontaires, et 414 cavaliers des hussards de Bercheny, des Bourbon-Dragons, des Hussards-Braconniers, le 3e escadron des cuirassiers du Roi et un escadron de dragons volontaires.

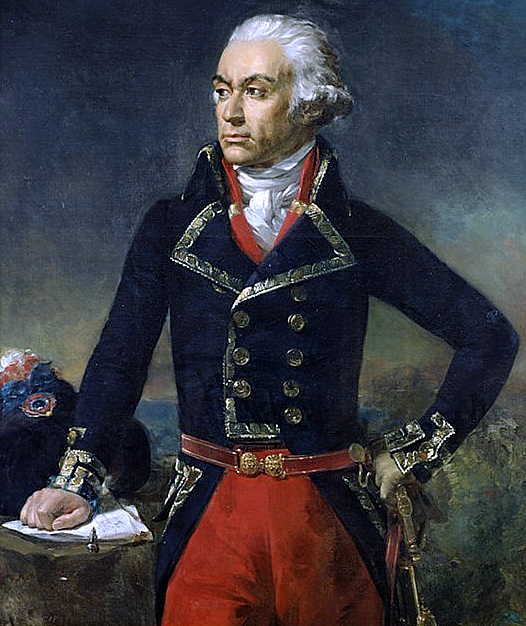
Charles François Dumouriez, général en chef de l'Armée du Nord (1739–1823), décide d’émigrer pendant la Terreur.

Le prince Frédéric Josias de Saxe-Cobourg prend à la solde de l’Autriche la légion de Bourbon dès le 6 avril 1793 (un régiment d'infanterie, un escadron de hussards, le surplus devient le régiment des uhlans britanniques du comte Louis de Bouillé ou complète les Hussards de Salm-Kirburg, le régiment de Rohan, les Hussards de Choiseul et Hussards de Hompesch). Guillaume Mathieu Dumas de Saint-Marcel est nommé colonel de la légion de Bourbon. Ancien colonel du régiment d'Auvergne, promu au grade de général de brigade, après une action d'éclat, à la bataille de Neerwinden (1793), il avait quitté l'armée depuis le meurtre de Louis XVI. Réconcilié avec Charles François Dumouriez, il le suit en exil.
Malgré une valeur certaine, la légion reste longtemps peu appréciée des autres régiments émigrés qui l'accusent d'avoir d'abord trahi le roi, puis leur parti et leur patrie ! Il en est de même pour Charles François Dumouriez. À la longue, et après maints combats côte à côte, cette prévention s'estompe. La légion est composée de vrais Français à la solde et service de Sa Majesté l'Empereur et Roi. Elle combat à l'avant-garde de l’armée du Feld-maréchal François Sébastien de Croix de Clerfayt. Elle est très sévèrement entamée le 16 octobre à Beaumont ou l'état-major l'a purement et simplement oubliée !
Le général Clerfayt fait construire deux redoutes à la tête du pont de Cologne, pour protéger le passage du Rhin, en cas qu'il serait forcé à la retraite. Il en confie la garde à la légion de Bourbon, en lui disant : Je sais que je vous donne un poste extrêmement difficile à garder; mais le cas pressant où je suis, et la haute opinion que j'ai de votre bravoure, me persuadent que je ne puis le mettre en de meilleures mains.  En effet, cette légion conserve son poste pendant cinq heures, repoussant tous les efforts de l'ennemi, qui essaie de tomber sur son arrière-garde, et ne se retire que quand toute l'armée a passé le fleuve.
Dumas de Saint-Marcel commande la légion de Bourbon à l'avant-garde de Clerfayt, jusqu'en 1800, puis, sur les conseils de son frère, va vivre à Temeswar.